# Insel Air Aruba
Insel Air Aruba war eine Fluggesellschaft und Tochtergesellschaft der Insel Air sowie die offizielle nationale Fluggesellschaft von Aruba.
Eine im Januar 2017 durch die Transportsicherheitsbehörde des Königreichs der Niederlande (Inspectie Leefomgeving en Transport) durchgeführte Untersuchung offenbarte Mängel sowohl bei der Muttergesellschaft Insel Air als auch bei Insel Air Aruba sowie bei den Luftfahrtbehörden von Curaçao und Aruba. Als Folge dürfen eine Reihe von Flugzeugen beider Gesellschaften auf unbestimmte Zeit nicht mehr starten. Insel Air bzw. Insel Air Aruba reduzierten daraufhin ihre Flugziele, die vormals auch Flugziele in den USA und Südamerika umfasst hatten, auf die ABC-Inseln sowie Sint Maarten.
Insel Air Aruba stellte im Jahr 2017 nach fünf Jahren den Betrieb wieder ein.

## Flotte
Mit Stand März 2017 bestand die Flotte von Insel Air Aruba aus acht Flugzeugen, von denen keines einsatzbereit ist.